# Ernst Ohst

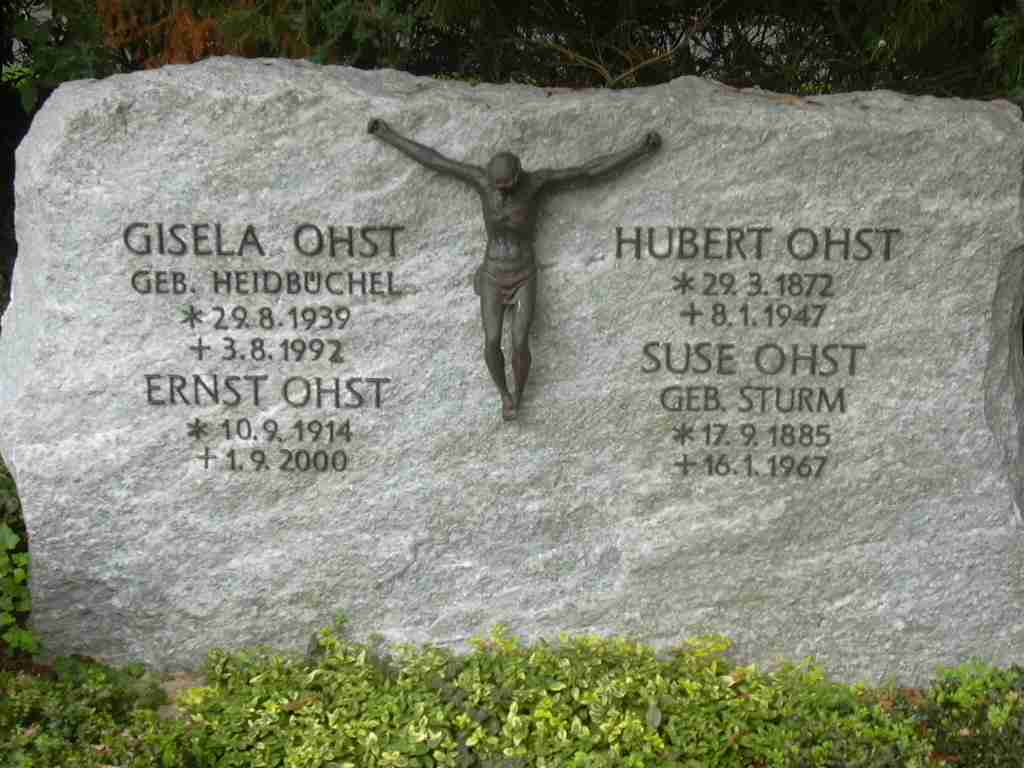
Grabstätte der Fam. Ohst

Ernst Ohst (* 10. September 1914 in Düren; † 1. September 2000 ebenda) war ein deutscher Maler, Grafiker und Karikaturist.
Ohst hat nicht nur seine Heimat immer wieder in Federzeichnungen mit dem Gänsekiel etc. gemalt, sondern auch die Eifel, das Rheingau und die Mosel. Aber auch im Ausland fand er viele lohnende Motive.

## Leben
Ohst absolvierte das Realgymnasium, schloss danach eine kaufmännische Lehre ab und arbeitete anschließend im Werbefach. Nach einem mehrjährigen Lazarettaufenthalt bildete er sich an den Kölner Werkschulen bei  Heinrich Hußmann weiter. Über das Museumsdorf Cloppenburg kam er wieder nach Düren.
Neben vielen Ausstellungen im gesamten Rheinland förderte er insbesondere junge Talente.
In Rölsdorf wurde eine Straße nach Ernst Ohst benannt.

## Ausstellungen
Ohst hat seine Werke in vielen Städten ausgestellt, z. B. in Köln, Moers, Düren, Mönchengladbach, Düsseldorf, Langerwehe. Bereits im Jahre 1970 hatte er über 130 Ausstellungen zur Förderung junger Talente initiiert. Zuletzt wurden 2007 in Düren in Schloss Burgau über 100 Bilder von Ohst ausgestellt.

## Werke (Auswahl)
Die Zeichnungen von Ohst wurden in vielen Büchern veröffentlicht. Sie wurden grundsätzlich auf Zerkall-Büttenpapier gedruckt.
- Das Düren-Jülicher Land. Zeichnungen. Band I – IV
- Die Glocken- und Schellensammlung Richartz in Düren
- Europäische Veduten: Zeichnungen
- Frankreich: Zeichnungen und Aquarelle
- Monschau. Stadt – Dörfer – Landschaft
- Nörvenich Porträt einer Gemeinde
- Vettweiß: Dörfer und Landschaft
- Heimatliches aus dem Dürener Raum

Außerdem bebilderte er in Zusammenarbeit mit anderen, wie z. B. Karl Heinz Türk, viele Bücher, wie z. B.
- Burg Binsfeld in der Gemeinde Nörvenich bei Düren, ISBN 3-88094-649-3
- Straßennamen in der Gemeinde Nörvenich, Heft 1–4
- Börde und Neffeltal
- Barmen 1100
- 10. Dürener Stadtfest, 16. bis 18. September 1988
- Tag der Briefmarke 1987
- Malouinische Gestade